# Kalem
Калем (англ. Kalem Company) — американская киностудия, основанная в 1907 году.

## История
Кинокомпания «Калем» была основана Сэмюэлем Лонгом, Джорджом Клейном и Фрэнком Морионом. Джордж Клейн — прокатчик европейских картин. Сидней Олкотт, художественный руководитель сценарист и режиссёр «Калема». До работы в «Калеме» Олкотт был актёром в театре, затем, в 1904 году, работал актёром на студиях «Байограф». Сэмюэль Лонг и Фрэнк Мерной тоже пришли из «Байографа».
В январе 1909 года компания «Калем», совместно с другими компаниями («Эдисон», «Вайтограф», «Зелиг», «Эссеней», «Любин», «Байограф» и две французские фирмы — «Пате» и «Мельеса») вступила в Компанию кинопатентов (МППК).

## Творчество
«Калем» ставил большинство своих фильмов на открытом воздухе.
Сидней Олкотт, очень тщательно готовивший свои постановки, для работы с актёрами составлял своеобразный режиссёрский сценарий. Эта система позволяла ему снимать фильмы, исходя из продуманного плана. Олкотт поставил для «Калема» несколько сот фильмов. Материалом для его первой картины «Флоридская голь» послужила жизнь обнищавших белых людей в окрестностях Джексонвиля. В последующие два года он возвращаться к этой теме («Суд», «Дочь Дикона»). На студиях «Калема» ставились фильмы о гражданской войне («Приключения шпионки»), и много мелодрам («Сын бедняка», «Месть индейского разведчика» и др.).
Наиболее известные актёры, вышедшие со студияй «Калема» — Алиса Джойс и Джон Мак Гоуен. Вместе с Олкоттом режиссёром в «Калеме» работал Пат Хардиган. Его ассистент Маршал Нейлан. В 1911 году «Калем» послал Сиднея Олкотта в Англию, поручив ему ставить фильмы, рассчитанные на европейскую публику. «Калем» был первой фирмой, организовавшей производство американских фильмов в Европе.
За полтора месяца пребывания в Ирландии Олкотт снял 17 фильмов («Рори О’Моор», «Угнетенная Ирландия», «Коллен Баун», «Аррана Пог», «Вы вспоминаете Эллен», «О’Нейл»). В Ирландии с Олькомом работали, его жена Валентина Грант сценарист Джин Гаутиер, актёр Роберт Виньола и оператор Джордж Холлистер.
В 1912 Ольком выпустил фильм снятый в Иерусалиме «От яслей до креста» (англ. From the Manger To the Cross). Руководители «Калема», увидев этот религиозный фильм, пришли в ярость. Олкотта упрекали за истраченную на эту постановку крупную сумму, и режиссёру пришлось отказаться от работы в «Калеме».
Фирма не сразу решилась пустить на экраны этот фильм, который в 1913 году был крупным достижением для американского киноискусства.

### Режиссёры, снимавшие на киностудии «Калем»
- Сидней Олкотт
- Пат Хардиган
- Маршал Нейлан

### Актёры, снимавшиеся на киностудии «Калем»
- Элис Джойс
- Джон Мак Гоуен
- Джордж Мелфорд
- Валентина Грант
- Джейн Вольф
- Фрэнк Ланнинг
- Ховард Освальд
- Фрэнк Брейди
- Франселия Биллингтон
- Дейзи Смит
- Рут Роланд
- Марин Сэйс
- Хелен Холмс
- Роберт Виньола

### Сценаристы, работавшие на киностудии «Калем»
- Джин Гонтье

### Операторы, работавшие на киностудии «Калем»
- Джордж Холлистер

### Фильмография
- 1908 — Легенда Сонной Лощины / The Legend of Sleepy Hollow
- 1910 — Рори О’Моор
- 1910 — Угнетенная Ирландия
- 1910 — Коллен Баун
- 1910 — Аррана Пог
- 1910 — Вы вспоминаете Эллен
- 1910 — О’Нейл
- 1912 — Приключения шпионки
- 1912 — От яслей до креста/ From the Manger To the Cross
- 1913 — Современные Джекилл и Хайд / A Modern Jekyll and Hyde
- Суд
- Дочь Дикона
- Сын бедняка
- Месть индейского разведчика